# Jak za dawnych, dobrych czasów
Jak za dawnych, dobrych czasów (Jak za starych czasów) – amerykańska komedia romantyczna z 1980 roku.

## Opis
Nick (Chevy Chase) jest pisarzem, który w domku nad oceanem pracuje nad swą nową powieścią. Pewnego dnia zostaje porwany przez dwóch bandytów, którzy zmuszają go, by okradł dla nich bank. Ścigany przez policję Nick nie ma innego wyjścia jak zwrócić się o pomoc do swej byłej żony Glendy (Goldie Hawn). Glenda ma słabość do przybłędów (jej dom jest pełen bezpańskich psów), przyjmuje więc Nicka pod swój dach. Problem w tym, że niedawno wyszła za mąż za surowego prokuratora okręgowego (Charles Grodin), który nigdy nie daje za wygraną!

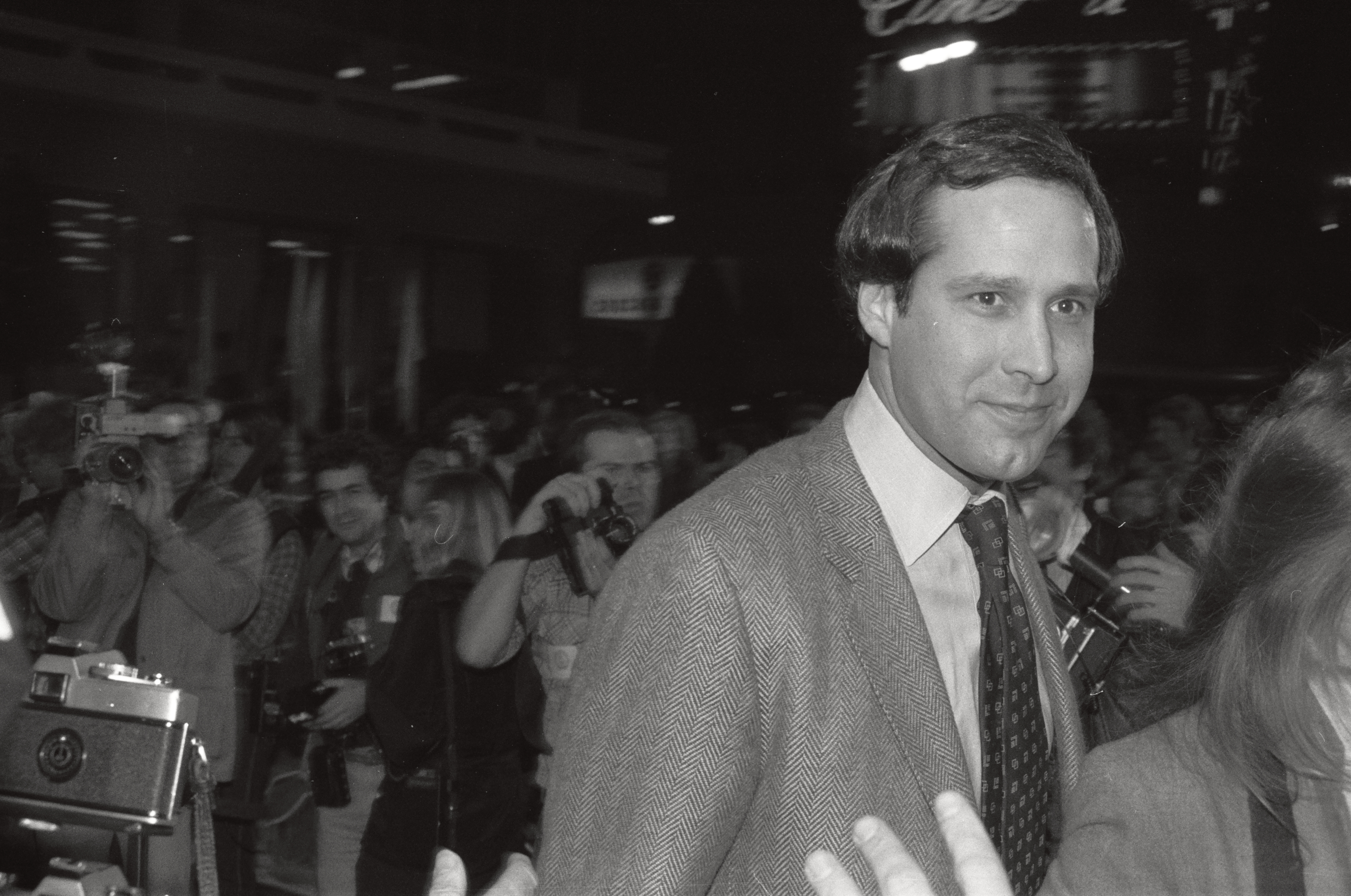
Chevy Chase na pra premierze filmu, 10 grudnia 1980

.

## Obsada
- Chevy Chase – Nicholas 'Nick' J. Gardenia
- Goldie Hawn – Glenda Gardenia Parks
- Charles Grodin – Ira J. Parks
- Robert Guillaume – Fred
- Harold Gould – Sędzia John Channing